# Carl Stein (Diplomat)

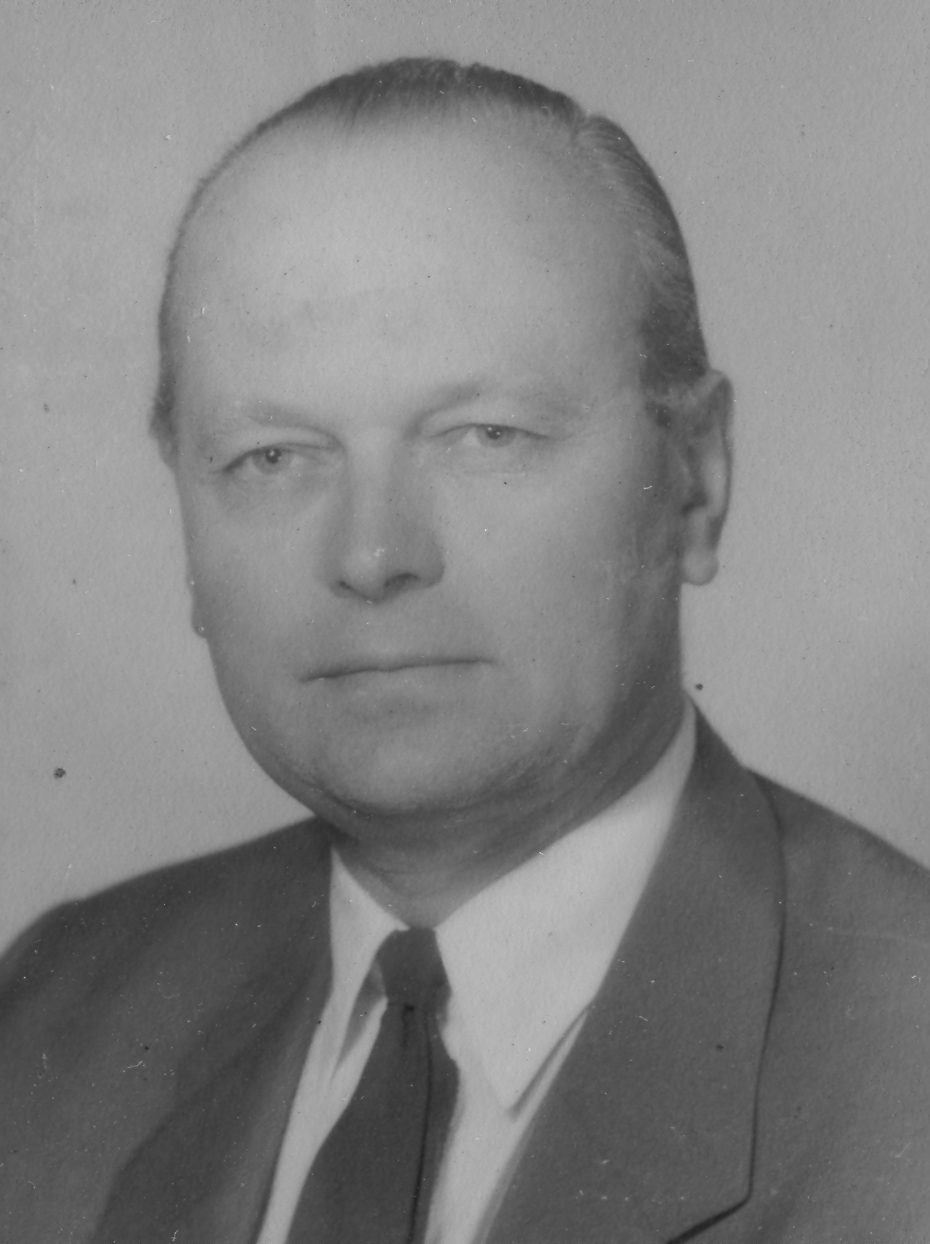
Carl Stein

Carl Stein (* 11. Juli 1908 in Trier; † 5. April 2003 in München) war ein deutscher Diplomat. 1958–1961 war er Botschafter in Ghana.

## Leben
Steins Eltern waren der Weingutsbesitzer Dr. iur. Karl Heinrich Stein und seine Frau Anna geb.
von Kühlwetter.
Stein besuchte das Aloysianum Opladen und bestand im März 1929 die Abiturprüfung. Im selben Jahr begann er an der Ludwig-Maximilians-Universität München Rechts- und Staatswissenschaften zu studieren. 1930 wurde er im Corps Franconia München recipiert. Als Inaktiver wechselte er an die Friedrich-Wilhelms-Universität zu Berlin und die Albertus-Universität Königsberg. Nachdem er am  28. Oktober 1933 das Referendarexamen bestanden hatte, war er ab 30. Januar 1934 sechs Monate im Justizdienst.

### NS-Zeit
Vom 1. August 1934 bis zum 22. Februar 1936 trieb er Sprachstudien in Lausanne, Paris und London. Am 1. Dezember 1935 wurde er Mitglied der Nationalsozialistischen Deutschen Arbeiterpartei. Am 16. März 1936 in den Auswärtigen Dienst einberufen, war er zunächst Attaché in der Abt. IV (Osteuropa, Skandinavien und Ostasien), ab 15. Mai 1936 in der Politischen Abteilung. Vom 5. April 1937 bis zum 19. September 1940 war er an die Gesandtschaft Belgrad entsandt. 1939 war er vom 19. April bis zum 16. Juli zugleich kommissarisch beschäftigt am Konsulat in Zagreb. Am 12. Mai 1939 bestand er die Diplomatisch-konsularische Prüfung. Seit September 1940 wieder in der Politischen Abteilung des Auswärtigen Amts, wurde er am 9. April 1941 zum Legationssekretär ernannt. Am 4. November 1942 wurde er zur Wehrmacht eingezogen.

### Nachkriegszeit
Von März 1946 bis April 1947 war er in britischer Internierung. Danach war er bis in den Herbst 1948 Geschäftsführer einer Finanzierungsgesellschaft, dann Generalvertreter einer Stahlbaufirma. Seit dem 30. Dezember 1950 wieder im Auswärtigen Dienst, wurde er am 20. Januar 1951 an das Generalkonsulat Paris entsandt, das am 11. Juli 1951 zur Diplomatischen Vertretung erhoben wurde. Als Angestellter mit der Amtsbezeichnung Konsul, ab 29. März 1951 als Konsul I. Klasse amtierte er in Paris bis zum 4. Oktober 1952. Nach der Wiederaufnahme Diplomatischer Beziehungen mit der Schweiz übernahm er anschließend die zunächst kommissarische Leitung des Generalkonsulats in Zürich. Weiterbeschäftigt war er bis zum 15. Februar 1954. Er blieb auf diesem Posten bis zur Ablösung durch Walter Zimmermann (1953).
Am 24. November 1953 kam er als Konsul nach Barranquilla (Wiedereinrichtung). Nach drei Monaten im Auswärtigen Amt in Bonn hatte er am 22. Mai 1954 den Dienstantritt in Bogotá und die Übernahme der
Geschäfte in Barranquilla am 26. Juni 1954. Geöffnet war das Konsulat vom 30. August 1954 bis zum 1. März 1956. Vom 3. Mai 1955 bis zum 22. September 1955 oblag ihm die kommissarische Leitung der Gesandtschaft Panama. 1956–1958 war er als Legationsrat 1. Klasse in der Abt. 4 (Handelspolitik) des Auswärtigen Amts, zuständig für den Nahen und Mittleren Osten und Afrika.
Als Nachfolger von Hermann Saam wurde er am 26. August 1958 zum Botschafter in Ghana ernannt. Er übernahm die Geschäfte am 28. Oktober 1958 und übergab das Beglaubigungsschreiben dem britischen Generalgouverneur am 12. November 1958. Die Übergabe
des Beglaubigungsschreibens an Präsident Kwame Nkrumah erfolgte am 21. Juli 1960. Schon seit dem  6. Oktober 1960 beurlaubt, wurde Stein am 16. März 1961 in den einstweiligen Ruhestand versetzt. Sein Nachfolger war Carl-Heinz Lüders. Mit Erreichen der Altersgrenze trat Stein 1973 in den Ruhestand.